# Nils Lilienberg
Berndt Nils Robert Lilienberg, född den 23 oktober 1872 i Stockholm, död den 4 maj 1926 i Jönköping, var en svensk jurist. Han var son till Robert Lilienberg.
Lilienberg avlade juris utriusque kandidatexamen i Uppsala 1902 samt tjänstgjorde därefter i och under Svea hovrätt, där han utnämndes till fiskal 1912 och till hovrättsråd 1914. År 1917 blev han revisionssekreterare. Från 1918 valdes Lienberg varje år till riksdagens justitieombudsman, tills han utnämndes till president i Göta hovrätt 1925. Han blev riddare av Nordstjärneorden 1918 och kommendör av första klassen av samma orden 1921. Lilienberg vilar på Norra begravningsplatsen utanför Stockholm.